# SN 1937E
SN 1937E – supernowa typu I odkryta 26 listopada 1937 roku w galaktyce NGC 1482. W momencie odkrycia miała maksymalną jasność 15,00m.